# Clara Petacci
Clara Petacci, cunoscută sub numele de Claretta Petacci, (pronunție în italiană [klaˈretta peˈtattʃi]; 28 februarie 1912 – 28 aprilie 1945) a fost o amantă a dictatorului italian Benito Mussolini, care a fost executată, alături de el, de partizani.

## Relația cu Mussolini
Petacci a avut o relație de lungă durată cu Mussolini, în timp ce el era căsătorit cu Rachele Mussolini. Benito era cu 28 de ani mai în vârstă decât Petacci.
O parte din corespondența lor face încă obiectul unui litigiu cu Arhivele Naționale, bazat pe dreptul la intimitate.

## Moartea
Pe 27 aprilie 1945, Benito Mussolini și Clara Petacci au fost capturați de partizani în timp ce călătoreau într-un convoi, alături de alți conducători fasciști ai Republicii Sociale Italiene.
Pe 28 aprilie, ea și Mussolini au fost transportați la Mezzegra și împușcați. În ziua următoare, cadavrele lui Mussolini și Petacci au fost duse în Piazzale Loreto din Milano și atârnate cu capul în jos în fața unei benzinării. Cadavrele au fost fotografiate în timp ce mulțimea și-a revărsat furia asupra lor.

## Familia

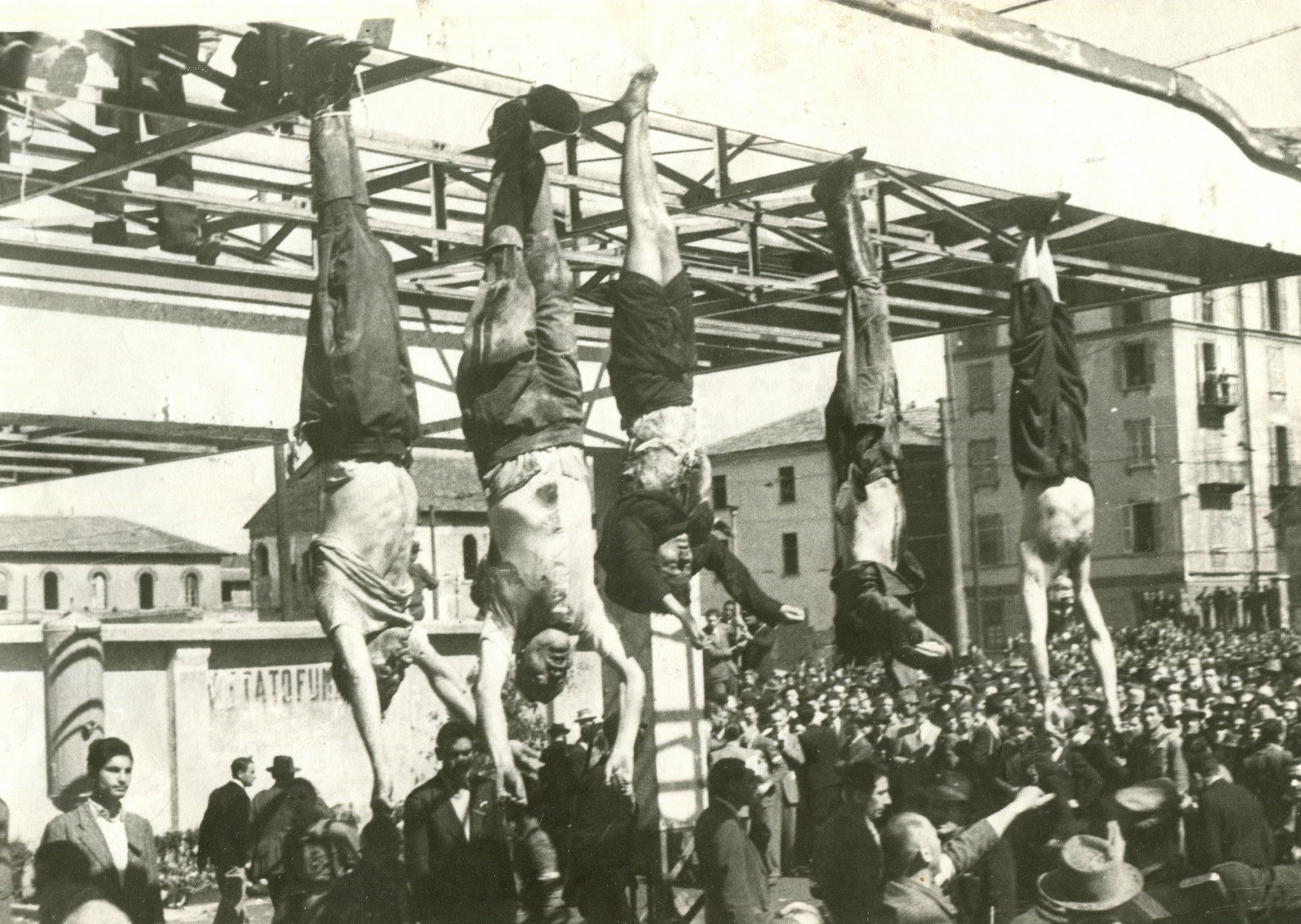
Cadavrele lui Bombacci, Mussolini, Clara Petacci, Pavolini și Starace în Piazzale Loreto, 1945

Tatăl Clarei Petacci a fost dr. Francesco Petacci, medic principal al papei Pius al XI-lea. Sora ei a fost actrița Miriam di San Servolo (31 mai 1923 – 24 mai 1991), cunoscută, de asemenea, sub numele de Miriam Petacci sau Miriam Day. Fratele ei, Marcello Petacci, a fost capturat odată cu Mussolini și Clara Petacci. Cu toate acestea, în loc să fie executat la Dongo, precum ceilalți lideri fasciști, el a fost împușcat în timp ce încerca să evadeze.

## În cultura populară
- Claretta, film din 1984 cu Claudia Cardinale în rolul titular
- Muzicianul american Scott Walker a înregistrat un cântec intitulat „Clara” pe albumul Drift (2006)
- Trupa muzicală pronazistă spaniolă División 250 a înregistrat, de asemenea, un cântec intitulat „Clara”
- Mussolini: The Untols Story, miniserie TV din 1985 cu Virginia Madsen în rolul Clarei Petacci
- Mussolini and I, în care rolul ei a fost interpretat de Barbara De Rossi